# Les Optimistes (film, 2013)
Pour plus de détails, voir Fiche technique et Distribution.
Les Optimistes est un film documentaire norvégien réalisé en 2012 par Gunhild Westhagen Magnor et sorti en 2013.

## Synopsis
Les Optimistes sont âgées de 66 à 98 ans et se préparent à jouer un match de volley. Alors qu'elles n'en ont pas joué un depuis près de trente ans, elles s'apprêtent à affronter leurs homologues masculins suédois. Préparatifs, entraînements, vie quotidienne sont racontés, montrant le dynamisme de séniors hors du commun.

## Fiche technique
- Réalisation : Gunhild Westhagen Magnor
- Sociétés de Production : Pick Up Films, Jour2Fête
- Pays : Norvège Suède
- Langue : Norvégien
- Format : Couleur
- Lieux de tournage : Norvège, Suède
- Genre : Documentaire
- Durée : France : 92 min
- Date de sortie : 
  -  Norvège : 22 août 2013
  -  France : 29 avril 2015

## Commentaires
Le film a obtenu plusieurs récompenses dans différents festivals : prix du public pour le meilleur long métrage documentaire au festival de la ville de Mexico (2014), prix du public au Festival2 Valenciennes et prix du public dans la catégorie film documentaire au festival de Wurtzburg (2015) notamment.